# تسبيح

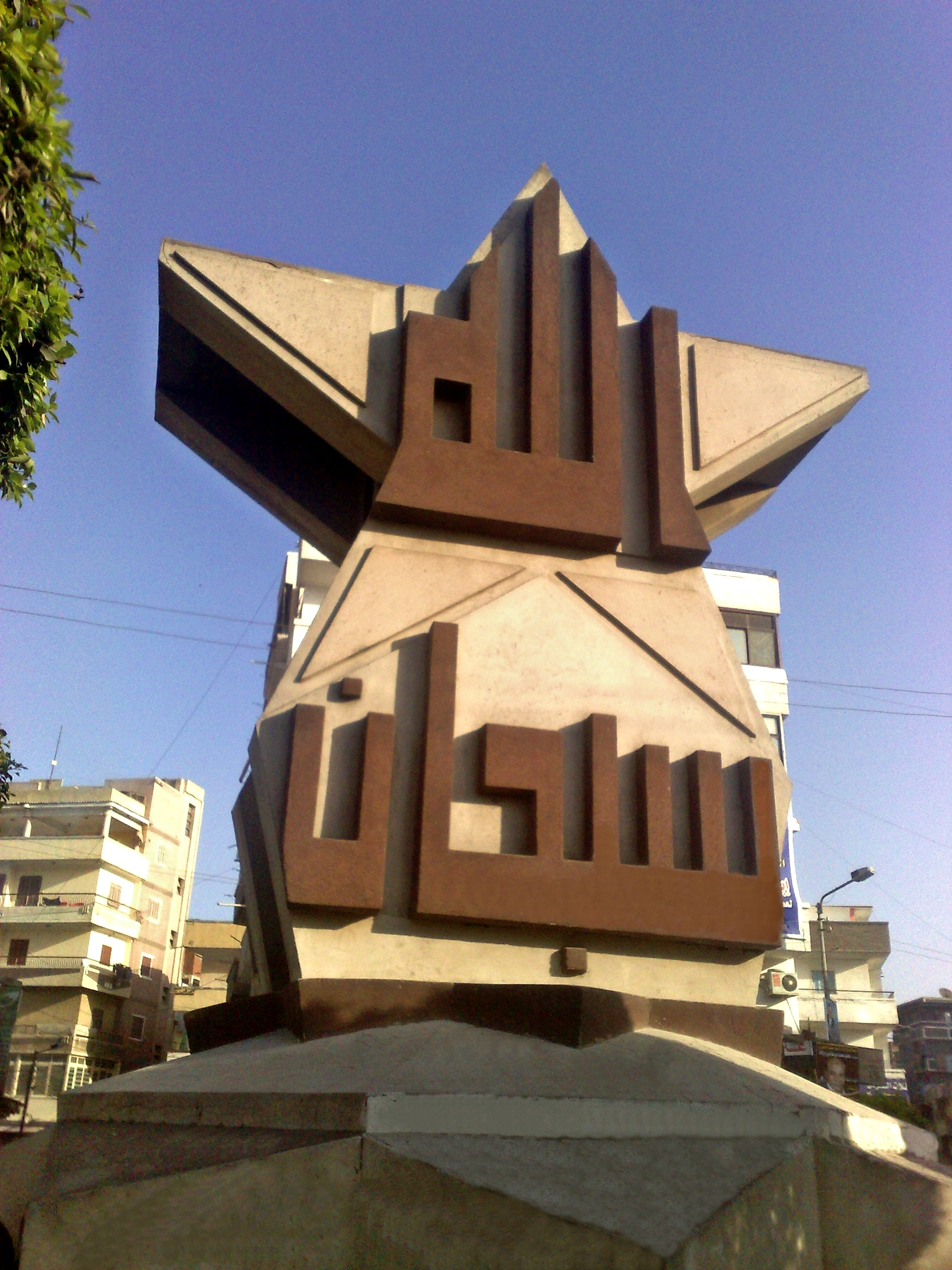
نصب تذكاري لعبارة "سبحان الله" بمدينة دسوق.

سبحان الله أو السبحلة أو التسبيح في الإسلام تنزيه الحق عن نقائض الإمكان والحدوث. وَهُوَ تَنْزِيهُ اللَّهِ جَلَّ ثَنَاؤُهُ مِنْ كُلِّ سُوءٍ. وَالتَّنْزِيهُ: التَّبْعِيدُ. وَالْعَرَبُ تَقُولُ: سُبْحَانَ مِنْ كَذَا، أَيْ مَا أَبْعَدَهُ. وهو ضرب من الذكر.

## آيات عن التسبيح في القرآن الكريم
- قوله تعالى :﴿سُبْحَانَ الَّذِي أَسْرَى بِعَبْدِهِ لَيْلًا مِنَ الْمَسْجِدِ الْحَرَامِ إِلَى الْمَسْجِدِ الْأَقْصَى الَّذِي بَارَكْنَا حَوْلَهُ لِنُرِيَهُ مِنْ آيَاتِنَا إِنَّهُ هُوَ السَّمِيعُ الْبَصِيرُ ۝١﴾سورة الإسراء.[3]
- قوله تعالى :﴿أَوْ يَكُونَ لَكَ بَيْتٌ مِنْ زُخْرُفٍ أَوْ تَرْقَى فِي السَّمَاءِ وَلَنْ نُؤْمِنَ لِرُقِيِّكَ حَتَّى تُنَزِّلَ عَلَيْنَا كِتَابًا نَقْرَؤُهُ قُلْ سُبْحَانَ رَبِّي هَلْ كُنْتُ إِلَّا بَشَرًا رَسُولًا ۝٩٣﴾سورة الإسراء.[4]
- قوله تعالى :﴿وَيَقُولُونَ سُبْحَانَ رَبِّنَا إِنْ كَانَ وَعْدُ رَبِّنَا لَمَفْعُولًا ۝١٠٨﴾سورة الإسراء.[5]
- قوله تعالى :﴿مَا اتَّخَذَ اللَّهُ مِنْ وَلَدٍ وَمَا كَانَ مَعَهُ مِنْ إِلَهٍ إِذًا لَذَهَبَ كُلُّ إِلَهٍ بِمَا خَلَقَ وَلَعَلَا بَعْضُهُمْ عَلَى بَعْضٍ سُبْحَانَ اللَّهِ عَمَّا يَصِفُونَ ۝٩١﴾سورة المؤمنون.[6]
- قوله تعالى :﴿وَرَبُّكَ يَخْلُقُ مَا يَشَاءُ وَيَخْتَارُ مَا كَانَ لَهُمُ الْخِيَرَةُ سُبْحَانَ اللَّهِ وَتَعَالَى عَمَّا يُشْرِكُونَ ۝٦٨﴾سورة القصص.[7]
- قوله تعالى :﴿سُبْحَانَ الَّذِي خَلَقَ الْأَزْوَاجَ كُلَّهَا مِمَّا تُنْبِتُ الْأَرْضُ وَمِنْ أَنْفُسِهِمْ وَمِمَّا لَا يَعْلَمُونَ ۝٣٦﴾سورة يس.[8]
- قوله تعالى :﴿سُبْحَانَ اللَّهِ عَمَّا يَصِفُونَ ۝١٥٩﴾سورة الصافات.[9]
- قوله تعالى :﴿سُبْحَانَ رَبِّكَ رَبِّ الْعِزَّةِ عَمَّا يَصِفُونَ ۝١٨٠﴾سورة الصافات.[10]
- قوله تعالى :﴿لِتَسْتَوُوا عَلَى ظُهُورِهِ ثُمَّ تَذْكُرُوا نِعْمَةَ رَبِّكُمْ إِذَا اسْتَوَيْتُمْ عَلَيْهِ وَتَقُولُوا سُبْحَانَ الَّذِي سَخَّرَ لَنَا هَذَا وَمَا كُنَّا لَهُ مُقْرِنِينَ ۝١٣﴾سورة الزخرف.[11]
- قوله تعالى :﴿سُبْحَانَ رَبِّ السَّمَاوَاتِ وَالْأَرْضِ رَبِّ الْعَرْشِ عَمَّا يَصِفُونَ ۝٨٢﴾سورة الزخرف.[12]
- قوله تعالى :﴿أَمْ لَهُمْ إِلَهٌ غَيْرُ اللَّهِ سُبْحَانَ اللَّهِ عَمَّا يُشْرِكُونَ ۝٤٣﴾سورة الطور.[13]
- قوله تعالى :﴿هُوَ اللَّهُ الَّذِي لَا إِلَهَ إِلَّا هُوَ الْمَلِكُ الْقُدُّوسُ السَّلَامُ الْمُؤْمِنُ الْمُهَيْمِنُ الْعَزِيزُ الْجَبَّارُ الْمُتَكَبِّرُ سُبْحَانَ اللَّهِ عَمَّا يُشْرِكُونَ ۝٢٣﴾سورة الحشر.[14]
- قوله تعالى :﴿قَالُوا سُبْحَانَ رَبِّنَا إِنَّا كُنَّا ظَالِمِينَ ۝٢٩﴾سورة القلم.[15]
- قوله تعالى :﴿قُلْ هَذِهِ سَبِيلِي أَدْعُو إِلَى اللَّهِ عَلَى بَصِيرَةٍ أَنَا وَمَنِ اتَّبَعَنِي وَسُبْحَانَ اللَّهِ وَمَا أَنَا مِنَ الْمُشْرِكِينَ ۝١٠٨﴾سورة يوسف.[16]
- قوله تعالى :﴿فَلَمَّا جَاءَهَا نُودِيَ أَنْ بُورِكَ مَنْ فِي النَّارِ وَمَنْ حَوْلَهَا وَسُبْحَانَ اللَّهِ رَبِّ الْعَالَمِينَ ۝٨﴾سورة النمل.[17]
- قوله تعالى :﴿سَبَّحَ لِلَّهِ مَا فِي السَّمَاوَاتِ وَالْأَرْضِ وَهُوَ الْعَزِيزُ الْحَكِيمُ ۝١﴾سورة الحديد.[18]
- قوله تعالى :﴿سَبَّحَ لِلَّهِ مَا فِي السَّمَاوَاتِ وَمَا فِي الْأَرْضِ وَهُوَ الْعَزِيزُ الْحَكِيمُ ۝١﴾سورة الحشر.[19]
- قوله تعالى :﴿سَبَّحَ لِلَّهِ مَا فِي السَّمَاوَاتِ وَمَا فِي الْأَرْضِ وَهُوَ الْعَزِيزُ الْحَكِيمُ ۝١﴾سورة الصف.[20]
- قوله تعالى :﴿سَبِّحِ اسْمَ رَبِّكَ الْأَعْلَى ۝١﴾سورة الأعلى[21]

## فَضْلِ التَّسْبِيحِ في السنة النبوية
روي عن عَبْدُ اللَّهِ بْنُ مَسْلَمَةَ عَنْ مَالِكٍ عَنْ سُمَيٍّ عَنْ أَبِي صَالِحٍ عَنْ أَبِي هُرَيْرَةَ رَضِيَ اللَّهُ عَنْهُ في صحيح البخاري 6042: 
| تسبيح | أَنَّ رَسُولَ اللَّهِﷺ قَالَ: مَنْ قَالَ سُبْحَانَ اللَّهِ وَبِحَمْدِهِ فِي يَوْمٍ مِائَةَ مَرَّةٍ حُطَّتْ خَطَايَاهُ وَإِنْ كَانَتْ مِثْلَ زَبَدِ الْبَحْرِ، حديث صحيح | تسبيح |